# Алопеција
Алопеција се у дерматологији односи на убрзано опадање косе. О алопецији углавном говоримо када губитак косе прелази 100 длачица дневно током дугог периода. Други назив за алопецију је ћелавост али се ова реч употребљава за особу која је у крајњем стадијуму алопеције.

## Историја
Ћелавост је непрестано бринула мушкарце током историје. Од антике до данас, мушкарци су користили и користе различите препарате и третмане како би прекрили алопецију. Нарочито се могу навести коњска слина, стајско ђубриво или паучина који се наносе на месту алопеције и који би требало да обнове длаку али без великог успеха.

## Физиологија

### Нормалан и ненормалан губитак косе
Особа има у просеку 100.000 до 150.000 власи и губи око 40 до 100 власи дневно а током сезонских промена и до 175 власи дневно. Управо у овој фази коса се највише обнавља. Губитак косе сматра се патолошким када особа изгуби више од 100 власи дневно током прилично дугог периода. Дијагноза овог пада захтева консултацију, а понекад и преглед који се зове „трикограм“ (неколико длака су снимљене на различитим местима коже главе и посматране под микроскопом). О ћелавости говоримо када је пад локализован на челу, изнад слепоочнице и на врху главе. Понекад је потребан хормонски преглед код жена.

### Класификација
Постоји пет врста алопеције:
- Nаследна андрогенетска алопеција
- Акутна алопеција
- Локализована алопеција
- Конгенитална алопеција
- Алопеција ареата